# La Tour-Blanche-Cercles
La Tour-Blanche-Cercles es una comuna nueva francesa situada en el departamento de Dordoña, de la región de Nueva Aquitania.

## Historia
Fue creada el 1 de enero de 2017, en aplicación de una resolución del prefecto de Dordoña de 26 de septiembre de 2016 con la unión de las comunas de Cercles y La Tour-Blanche, pasando a estar el ayuntamiento en la antigua comuna de La Tour-Blanche.

## Demografía
| Gráfica de evolución demográfica de La Tour-Blanche-Cercles entre 1800 y 2013 |
|                                                                               |

Los datos entre 1800 y 2013 son el resultado de sumar los parciales de las dos comunas que forman la nueva comuna de La Tour-Blanche-Cercles, cuyos datos se han cogido de 1800 a 1999, para las comunas de Cercles y La Tour-Blanche de la página francesa EHESS/Cassini. Los demás datos se han cogido de la página del INSEE.

## Composición
| Comuna delegada | Código INSEE | Población (2013) | Superficie (km²) | Densidad (hab./km²) |
| --------------- | ------------ | ---------------- | ---------------- | ------------------- |
| Cercles         | 24093        | 203              | 15.07            | 13                  |
| La Tour-Blanche | 24554        | 422              | 8.11             | 52                  |